# Stylurus notatus
Stylurus notatus är en trollsländeart som först beskrevs av Jules Pièrre Rambur 1842.  Stylurus notatus ingår i släktet Stylurus och familjen flodtrollsländor. Inga underarter finns listade i Catalogue of Life.